# SN 1999az
SN 1999az – supernowa typu Ia odkryta 23 lutego 1999 roku w galaktyce A101856-1025. W momencie odkrycia miała maksymalną jasność 20,50m.